# Chiesa dei Santi Pietro e Paolo (Capriasca)
La chiesa dei Santi Pietro e Paolo si trova a Sureggio, frazione del comune di Capriasca in Canton Ticino. Una delle più antiche della Valle Capriasca, contiene affreschi in stile romanico e risale al secolo X o al secolo XI.

## Descrizione

### Esterno
Sorge al posto di una primitiva chiesa biabsidata del secolo IX o del secolo X, tipologicamente simile alla chiesa di San Martino di Mendrisio. A destra, accanto al portico del secolo XVII, è presente il campanile del  secolo XI, a tre piani ritmati da specchiature definite a due o tre archetti pensili; il quarto piano e il tetto sono posteriori (XII-XIII secolo).

### Interno
La navata intonacata è conclusa dal coro rettangolare non intonacato aggiunto in epoca barocca, mentre il soffitto moderno a capriate scoperte è illuminato da quattro monofore. Nella navata ci sono affreschi romanici della fine del secolo XII, incorniciati da fregi a meandri e motivi ornamentali ondulati. Sulla parte settentrionale ci sono Le Tre Marie al sepolcro, la Crocifissione coi due ladroni , la Città fortificata di Milano, uno Struzzo e un'altra scena non più riconoscibile. Sulla parete meridionale la Presentazione al Tempio, la Fuga in Egitto e sotto la Madonna in trono del secolo XIII con due cani ai piedi.